# W. Ernest Freud
Pour les articles homonymes, voir Freud (homonymie).
Ernst Wolfgang Halberstadt, puis W. Ernest Freud
(11 mars 1914 – 30 septembre 2008), est un psychanalyste britannique d’origine autrichienne.

## Biographie
Il est le petit-fils de Sigmund Freud, et fils de Sophie Freud et de son époux, Max Halberstadt, photographe.  

### L'enfant à la bobine
Freud passe du temps auprès de son petit-fils qui le traite comme son « papa de guerre ». À son observation, Freud appréhende la vie psychique d’un enfant en bas âge. C’est ce petit-fils dont Freud mentionne les activités ludiques dans son article Au-delà du principe de plaisir de 1920 en évoquant le jeu de la bobine auquel se prête l'enfant, en prononçant « o-o-o-o » signifiant par là le mot « fort » en allemand (« parti » en français) lorsque la bobine disparaît, puis « da  » (« voilà », en français) lorsqu'il la fait réapparaître, ce qui donne les fameux mots : « fort-da ».

### Formation à Vienne
W. Ernest Freud est l'aîné des deux fils de Sophie Halberstadt-Freud, morte de la grippe espagnole le 20 janvier 1920, alors qu’il avait 6 ans. Son père Max Halberstadt s’est remarié après son veuvage et Ernst vient vivre à Vienne à l'âge de 10 ans. Il étudie à l'école d'Hietzing, créée par Anna Freud. À sept ans, il fait une première analyse avec Anna Freud, qui utilisa cette cure pour les grandes orientations de ses élaborations de psychanalyste d’enfant, puis une deuxième analyse, toujours avec Anna Freud, alors qu'il a 14 ans. 
Après une série de voyages à Moscou, en Afrique du Sud et en Palestine, où il est un proche de Max Eitingon, il revient à Vienne qu'il quitte lors de l'Anschluss, en 1938, pour Londres, rejoint peu après par Freud, Martha et Anna Freud.

### Psychanalyste à Londres
À Londres, il travaille avec de jeunes enfants rescapés de la guerre avant d’étudier la psychologie au Birkbeck College. Il entre ensuite en formation à l’Institut britannique de psychanalyse, où il est analysé par Willy Hoffer, avant de se former comme psychanalyste d’enfant. Il suit les enseignements de Melanie Klein, de Donald Winnicott notamment et développe un intérêt particulier pour l’observation psychanalytique des jeunes enfants avec James Robertson.
Devenu un spécialiste du domaine de la petite enfance, du lien mère-enfant, il est l'auteur de nombreux articles et conférences. Il vit ensuite à Cologne, où il enseigne à l’université puis à Heidelberg où il meurt après un bref retour en Angleterre.